# Jusqu'à la garde
Pour plus de détails, voir Fiche technique et Distribution.
Jusqu'à la garde est un film dramatique français écrit et réalisé par Xavier Legrand, sorti en 2017.
Il s'agit d'une suite du court métrage Avant que de tout perdre du même réalisateur.
En 2019, le film reçoit quatre Césars, dont ceux du meilleur film et de la meilleure actrice. Il reçoit également le Lumière du meilleur premier film à la 24e cérémonie des Lumières.

## Synopsis
Miriam (Léa Drucker) et Antoine Besson (Denis Ménochet) ont deux enfants : Joséphine (Mathilde Auneveux), presque majeure, et Julien (Thomas Gioria), onze ans. 
Le couple est en plein divorce. La mère veut protéger son fils et l’éloigner de son père qu’elle accuse de commettre des actes de violence sur ses enfants. Elle demande donc, lors du jugement, la garde exclusive de l’enfant, d’autant que le fils ne veut plus revoir son père. 
Malgré ses arguments et une lettre de Julien demandant à ne plus voir son père, la juge aux Affaires familiales prononce une garde partagée et contraint l’enfant à passer un week-end sur deux avec son père. Très vite, cette situation va devenir intenable ,,.

## Fiche technique
- Titre original français : Jusqu'à la garde
- Réalisation et scénario : Xavier Legrand
- Décors : Jérémie Sfez
- Costumes : Laurence Forgue-Lockhart
- Photographie : Nathalie Durand
- Son : Julien Roig, Julien Sicart et Vincent Verdoux
- Montage : Yorgos Lamprinos
- Assistant montage : Nassim Ouadi
- Coach de Thomas Gioria : Amour Rawiler
- Scripte : Anne Fromm
- Production : Alexandre Gavras
- Sociétés de production : KG Productions ; France 3 Cinéma (coproduction)
- Sociétés de distribution : Haut et Court ; A-Z Films (Québec), Agora Films Suisse (Suisse romande), September Films (Belgique)
- Pays de production :  France
- Langue originale : français
- Format : couleur
- Genre : drame
- Durée : 93 minutes
- Dates de sortie[5] :
  - Italie : 8 septembre 2017 (Mostra de Venise)
  - France : 7 février 2018
  - Belgique, Suisse romande : 21 février 2018
  - Québec : 27 avril 2018

## Distribution
- Léa Drucker : Miriam Besson
- Denis Ménochet : Antoine Besson
- Thomas Gioria : Julien Besson
- Mathilde Auneveux : Joséphine Besson
- Mathieu Saïkaly : Samuel
- Florence Janas : Sylvia
- Martine Vandeville : Madeleine, la mère d'Antoine
- Jean-Marie Winling : Joël, le père d'Antoine
- Martine Schambacher : Nanny, la mère de Miriam
- Jean-Claude Leguay : André, le père de Miriam
- Julien Lucas : Cyril
- Saadia Bentaïeb : la juge
- Coralie Russier : la greffière
- Sophie Pincemaille : Maître Davigny, avocate de Miriam
- Émilie Incerti Formentini : Maître Ghenen, avocate d'Antoine
- Jérôme Care-Aulanier : l'agent opérateur Police-Secours
- Jenny Bellay : la voisine
- Alain Alivon : le policier de la BAC

## Production
Xavier Legrand avait initialement prévu de développer trois courts métrages sur le thème des violences conjugales, mais le succès du premier, Avant que de tout perdre, l'incite à fusionner les idées des deux suivants pour créer un long métrage, qui aboutit ainsi à la production de Jusqu'à la garde. Le long est ainsi la suite du court, dont il reprend les personnages. Léa Drucker, Denis Ménochet et Mathilde Auneveux, déjà présents au générique du court métrage, reprennent leurs rôles.

## Accueil

### Accueil critique
En France, le site Allociné recense une moyenne des critiques presse de 4,2/5 et des critiques spectateurs à 4,1/5. 
La presse est enthousiasmée par le film. Le Figaro évoque « un film sobre et intense, éblouissant de maîtrise. ». Pour Les Inrockuptibles, « Quittant sa chrysalide de fiction au réalisme épuré, sans emphase ni fioriture (...) Jusqu’à la garde adopte progressivement les coutures du film noir. ». Critikat est moins emballé : « [...] Le film répète in fine dix, quinze, vingt fois la même structure dramatique, articulée autour du duo latence-explosion. ». Pour Thomas Sotinel, le réalisateur a mis en scène « l'aveuglement et ses conséquences ».

### Box-office
- France : 373 768 entrées[12]

## Distinctions

### Récompenses
- Mostra de Venise 2017 : Lion d'argent de la meilleure mise en scène et Prix Luigi De Laurentiis du meilleur premier film[13]
- Festival international du film de Saint-Sébastien 2017 : Prix du public du meilleur film européen[14]
- Festival international du film de Saint-Jean-de-Luz 2017 : Prix du jury
- Festival International du Film de Macao (en) 2017 : Prix du meilleur réalisateur[15]
- Festival Premiers Plans d'Angers 2018 : Prix du public
- Festival du Film français de Los Angeles COLCOA 2018 : Coming Soon Award
- Prix Louis Delluc 2018 du meilleur premier film
- Prix Club Média Ciné du Meilleur Film Français 2018
- Prix du Syndicat français de la critique de cinéma 2018 : meilleur premier film français
- Prix de la fiction "la plus dérangeante" au Tournai Ramdam Festival 2018
- Prix Lumières 2019 : Prix Lumières du meilleur premier film
- Trophées du Film français : Prix Duo révélation (Producteur / Réalisateur)
- Prix des auditeurs du Masque et la Plume (France Inter) - Meilleur film français 2018
- César 2019 :
  - César du meilleur film
  - César de la meilleure actrice pour Léa Drucker
  - César du meilleur scénario original pour Xavier Legrand
  - César du meilleur montage pour Yorgos Lamprinos
  - César des lycéens[16]

### Sélections
- Mostra de Venise 2017 : en sélection officielle, compétition
- Festival international du film de Toronto 2017: en sélection « Plateform »
- Festival international du film de Saint-Sébastien 2017 : en sélection « Pearls »
- Festival international du film de Saint-Jean-de-Luz 2017 : en sélection « Prix du meilleur long métrage »
- Festival Cinéma du monde de Sherbrooke 2018 : film de clôture

### Nominations
- César 2019 :
  - César du meilleur réalisateur pour Xavier Legrand
  - César du meilleur acteur pour Denis Ménochet
  - César du meilleur espoir masculin pour Thomas Gioria
  - César de la meilleure photographie pour Nathalie Durand
  - César du meilleur son pour Julien Sicart, Julien Roig et Vincent Verdoux
  - César du meilleur premier film pour Xavier Legrand
- Globe de cristal 2019 : 
  - Meilleur film
  - Meilleure actrice pour Léa Drucker
- Prix Lumières 2019 : 
  - Meilleur réalisateur pour Xavier Legrand
  - Meilleur acteur pour Denis Ménochet
  - Meilleure actrice pour Léa Drucker